# Trakavice
Trakavice su nametnici u probavilu kralježnjaka, osobito domaćih životinja. 

## Opis
Tijelo joj je prekriveno kutikulom, a ispod nje se nalaze mišići koji omogućuju savijanje tijela, ona ima vrpčasti živčani sustav. Prednji dio tijela zove se skoleks koji na sebi ima prijanjaljke kako bi se trakavica prihvatila za domadara. Na skoleks se nastavlja tanki vrat koji stvara članke ili proglotide. Trakavice dosežu duljinu od 25 m. Nemaju probavila, a hranjive tvari uzimaju preko površine tijela. Živčani sustav im se sastoji od dvije živčane vrpce. Izlučuju protonefridijama. Trakavice su dvospolci i u svakom članku im se nalaze muški i ženski spolni sustav. Muški spolni sustav čine brojni sjemenici na koje se nastavlja sjemenovod koji završava kopulatornim organom (cirusom) i zajedničkim spolnim predvorjem. Ženski spolni sustav čine jajnici i jajovod uz kojeg se nalaze žumanjčište, sjemeno spremište i plodnica u kojoj se pohranjuju oplođena jajašca. Oplodnja može biti unutar istog proglotida (najčešće), između različitih proglotida iste trakavice ili između proglotida različitih trakavica i događa se u jajovodu, dok jajašca sazrijevaju u plodnici. Plodnice stražnjih proglotida potpuno su ispunjene oplođenim jajašcima, otkidaju se i iz raspadnutih članaka s izmetom domadara izlaze van. Iz njih se razvijaju ličinke onkosfere (ikrice) koje mogu biti različite građe, ovisno o pojedinoj vrsti trakavica.

### Goveđa trakavica
Najbolji primjer životnog ciklusa trakavice jest onaj goveđe trakavice (Taenia saginata): - jajašca obično na paši progutaju krave i ona uđu u njihovo probavilo. U crijevu se jajašca razvijaju u ličinku onkosferu koja potom ulazi u krvotok i dospijeva u mišiće. Ako čovjek pojede nedovoljno kuhano, sušeno ili pečeno meso, u probavilo se otapa cista, ličinke se oslobode i u čovjekovu tankom crijevu razvije se odrasla trakavica koja može doseći duljinu od 3-5 metara, iako su zabilježene i jedinke duljine 20 metara.Zaražen čovjek osjeća mučninu, ima proljev i gubi tjelesnu masu.

### Svinjska trakavica
Svinjska trakavica (Taenia solium) ima sličan životni ciklus kao goveđa, ali je međudomadar svinja pa se čovjek zarazi nedovoljno termički obrađenim svinjskim mesom.

### Pasja trakavica
Najopasnija trakavica za čovjeka je pasja trakavica (Echinococcus granulosus) koja se razlikuje od prethodne dvije vrste jer za razvoj treba dva domadara. Konačni domadari različite su vrste mesoždernih sisavaca iz porodice pasa (pas, vuk, lisica, čagalj), a prijelazni domadari su ovca, koza, govedo, svinja, jelen ili čovjek. Čovjek se može zaraziti pasjom trakavicom preko zaraženog povrća ili milovanjem pseće dlake na kojoj se nalaze oplođena jaja. Ona uđu u probavilo u kojem se zatim razvija onkosfera, koja probija stijenku crijeva, ulazi u venski krvotok iz kojeg može doći u jetru, pluća ili mozak gdje zatim razvija cistu (ehinokok) u kojoj se nalazi tekućina pod tlakom s puno zametaka koja može narasti do veličine dječje glave i najčešće ima smrtne posljedice ako se nastani u mozgu. Hrvatska je znanost među prvima u svijetu bila u otkrivanju ehinokokoze. Dr Ivan Hugo Botteri među prvima na svijetu uveo je kožni test za dijagnozu ehinokokoze, a test se zasnivao na osnovi alergijske kožne reakcije na alergen toga parazita.

Ako konačni domadar pojede meso međudomadara (ovce, koze, goveda, svinje ili jelena) zaraženo cistom, u crijevu se iz zametaka razviju mlade pasje trakavice koje imaju samo tri proglotida: prvog nezrelog, drugog spolno zrelog i trećeg koji je oplođen tisućama oplođenih jaja.

## Ukratko
- Goveđa trakavica (Taenia saginata)Trakavice su plošnjaci s potpuno reduciranim probavilom. Svi su unutrašnji nametnici. Tijelo trakavice može biti duge od 1 mm do 25 m.
- Na tijelu izvana razlikujemo glavu, vrat i članke. Na glavi se nalaze prianjaljke i kukice za pričvrščivanje na domaćina.
- Vrat stvara članke ili proglotide. Prvi je najmanji i najkraći.
- Tijelo trakavice prekriveno je kutikulom bez trpetljika. Ispod kutikule su mišići koji omogucuju savijanje, a vezivno tkivo je parenhim.
- Hranu trakavice upijaju difuzijom, anaerobionti su jer žive u sredini bez kisika. Izlučivanje se vrši protonefridijama.
- Živčani sustav im se sastoji od nakupina živčanih stanica (ganglija) i živčanih vrpca duž tijela.
- Trakavice su dvospolci. Oplodnja se događa u članku ili između susjednih članaka. Jajašca su pohranjena u plodnici (120 000 jajašaca).
- Najopasnija trakavica jest pasja trakavica ili ehinokok.
- Ljudi u svoj organizam najčešće unesu jajašca pasje trakavice ako nakon diranja psa ne operu ruke.
- Najpoznatije trakavice su: goveđa, svinjska, riblja, te pseća.*Trakavice se mogu odstraniti operacijom.